# ジョン・モルダー・ブラウン
ジョン・モルダー＝ブラウン（John Moulder-Brown、1953年6月3日 - ）は、イギリスの俳優。

## 略歴
子役出身で1970年代に美少年俳優として注目され、特に日本では『初恋』や『早春』等で少女たちの間で人気が出た。
1970年代前半以降、日本では出演作のほとんどは公開されていないが、イギリスではTVを中心に活動している。

## 主な出演作品
※太字は主演
- 年上の女 Room at the Top （1959年）
- 象牙色のアイドル La residencia （1969年） - ルイス
- 初恋 Erste Liebe （1970年） - アレキサンダー 『初恋』原作
- 早春 Deep End （1970年） - マイク
- 吸血鬼サーカス団 Vampire Circus （1972年） - アントン
- ルートヴィヒ-神々の黄昏 Ludwig （1972年) - オットー1世
- ミス・マープル / スリーピング・マーダー　Sleeping Murder （1987年） - ジャイルズ・リード （イギリスBBC）
- 若きアレキサンドロス大王 Young Alexander the Great （2007年） - マケドニア王フィリップ（日本未公開）